# Crinometra brevipinna
Crinometra brevipinna är en sjöliljeart som först beskrevs av Pourtalès 1867.  Crinometra brevipinna ingår i släktet Crinometra och familjen Charitometridae. Inga underarter finns listade i Catalogue of Life.